# Amrasca czerwcowa
Amrasca czerwcowa är en insektsart som först beskrevs av Irena Dworakowska 1972.  Amrasca czerwcowa ingår i släktet Amrasca och familjen dvärgstritar.
Artens utbredningsområde är Vietnam. Inga underarter finns listade i Catalogue of Life.